# Big River (Southland)
Der Big River, Maori Patupo, ist ein Fluss in der Region Southland im Südwesten der Südinsel von Neuseeland.

## Geographie
Der Fluss entspringt in den Cameron Mountains, an der westlichen Flanke des bis zu 1304 m hohen Massivs, dass sein Quellgebiet von dem rund 1,4 km östlich liegenden Lake Monk trennt. Von einer Höhe von 780 m stürzen seine Wässer mit einem Sohlgefälle von 10,8 % in den auf rund 700 m darunter liegenden 7,9 Hektar großen See. Nach rund 2,5 km in westsüdwestlichen Richtung verlaufenden Flussverlauf dreht der Big River zunächst nach Süden ab und dann nach Südsüdwesten ab, um dann nach dem Zulauf der Wässer des Lake Monk von Osten her in südlicher Richtung in den zunächst in den Lake Hakapoua zu münden. Am südlichen Ende des Sees entwässert der Big River schließlich den See nach rund 2,3 km in die Tasmansee.
Der obere Teil des Flusses ist schnell fließend und das Flussbett ist von Steinen durchsetzt. Der untere Flussverlauf besitzt einen ruhigen Durchfluss und steht unter dem Einfluss der Gezeiten.